# Балановка
Бала́новка (укр. Баланівка) — село на Украине, находится в Гайсинском районе Винницкой области.
Население по переписи 2001 года составляет 3610 человек. Занимает площадь 73,6 км².